# Jeté Laurence
Jeté Laurence (* 27. Juli 2007) ist eine US-amerikanische Schauspielerin. Bekannt wurde sie vor allem durch ihre Hauptrolle in dem Horrorfilm Friedhof der Kuscheltiere aus dem Jahr 2019.

## Leben
Jeté Laurence ist die jüngere Schwester der Schauspielerinnen Oona Laurence und Aimee Laurence.
Seit 2014 als Kinderdarstellerin aktiv, erhielt Laurence 2015 die Rolle der Bianca in der Fernsehserie Younger. International bekannt wurde sie 2019, als sie die Rolle der Ellie Creed in der Stephen-King-Verfilmung Friedhof der Kuscheltiere erhielt.

## Filmografie
- 2014: Little (Kurzfilm)
- 2015: The Americans (Fernsehserie, Episode 3x01)
- 2015: The Affair (Fernsehserie, Episode 2x01)
- 2015: Sand Castle (Kurzfilm)
- 2015: Marvel’s Jessica Jones (Fernsehserie, Episode 1x05)
- 2015–2021: Younger (Fernsehserie, 9 Episoden)
- 2015–2019: Sneaky Pete (Fernsehserie, 12 Episoden)
- 2016: Falling Water  (Fernsehserie, Episode 1x06)
- 2016: To Shop (Kurzfilm)
- 2017: Friends from College (Fernsehserie, 4 Episoden)
- 2017: Schneemann (The Snowman)
- 2018: Night Comes On
- 2018: The Ranger
- 2019: Friedhof der Kuscheltiere (Pet Sematary)
- 2019: Gotham (Fernsehserie, Episode 5x12)